# Matteo Ferrari

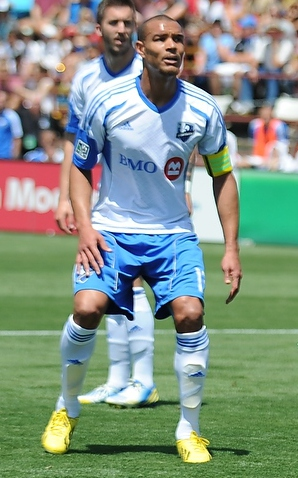
Matteo Ferrari

Matteo Ferrari (född 5 december 1979 i Aflou, Algeriet) är en italiensk fotbollsspelare som senast spelade för MLS-klubben Montreal Impact. Matteo föddes i Algeriet med en italiensk fader och en guineansk moder. Han växte upp i Ferrara och har en bror som också var fotbollsspelare.
Ferrari har tidigare spelat i bland annat Parma, Roma och Genoa i Serie A.